# ویکوسلاو ژوپانچیچ
ویکوسلاو ژوپانچیچ (کرواتی: Vjekoslav Župančić؛ ۱۸ مه ۱۹۰۰ – ۱۴ فوریهٔ ۱۹۷۱) بازیکن فوتبال اهل یوگسلاوی بود.
از باشگاه‌هایی که در آن بازی کرده‌است می‌توان به باشگاه فوتبال آستریا وین اشاره کرد.
وی همچنین در تیم ملی فوتبال یوگسلاوی بازی کرده‌است.